# الیاس (هویلا)
الیاس (انگلیسی: Elías, Huila) نام یک منطقه مسکونی در کلمبیا است.